# Pipanacoctomys aureus
Pipanacoctomys aureus (золотистий віскачевий щур) — вид гризунів родини дегові, єдиний представник роду Pipanacoctomys. Етимологія: Pipanaco, від Salar de Pipanaco — низина в провінції Катамарка; лат. octo — вісім. 

## Поширення
Цей вид відомий тільки за однією місцевістю Салар-де-Піпанако (Salar de Pipanaco) в провінції Катамарка, Аргентина.

## Зовнішня морфологія
Загальна довжина 298—318 мм, голова і тіло 169—178 мм, хвіст 129—145 мм, довжина задніх лап 37—40 мм, вух 20—22 мм. Хвіст довгий (76—85% довжини голови й тіла), з яскраво вираженим подовженням волосся (35—40 мм) до краю хвоста, хутро м'яке, передні й задні ноги вкриті білуватим волоссям; підошва задніх ніг гола з шістьма добре розвиненими підошовними подушечками; задні ноги з бахромою волосся по центру й по боках ніг (добре розвинена); жорстка щетина знаходиться вище кігтів пальців задніх ніг. Загалом забарвлення спини тьмяно-біляве. Волосся спини (близько 21 мм у довжину) нейтрально-сіре біля основи (10 мм), потім жовто- або кремово-коричневе з темним кінчиком (близько 1 мм).